# بافيل كوبا
بافيل كوبا (مواليد 1 سبتمبر 1938) هو لاعب كرة قدم. يلعب مع منتخب تشيكوسلوفاكيا لكرة القدم. سبق له أن لعب في كأس العالم لكرة القدم مع منتخب بلاده.

## روابط خارجية
- بافيل كوبا على موقع الاتحاد الدولي (مؤرشف)  (الإنجليزية)
- بافيل كوبا على موقع قاعدة بيانات كرة القدم.إي يو (الإنجليزية)
- بافيل كوبا على موقع ناشيونال فوتبول تيمز (الإنجليزية)
- بافيل كوبا على موقع Soccerway.com (الإنجليزية)
- بافيل كوبا على موقع عالم كرة القدم.نت (الإنجليزية)